# Tanya Tate
Tanya Tate (n. 31 de març de 1979) és una actriu pornogràfica, directora i model eròtica britànica nascuda a Liverpool. Es va iniciar en la indústria per a adults britànica en 2009, a l'edat de 30 anys, i en l'actualitat comparteix el seu temps entre Londres i Los Angeles. Tate també escriu, de forma regular, una columna en una revista per adults britànica anomenada Ravers DVD.
Tate es va convertir en notícia de portada a Irlanda l'any 2010, després de descobrir-se que un dels seus amants aficionats, que van participar en una de les filmacions de la seva sèrie de televisió: Tanya Tate’s Sex Tour of Ireland, era un jugador de l'Associació Atlètica Gaèlica anomenat Greg Jacobs. Tate va travessar el país en una auto caravana trobant-se amb ciutadans irlandesos, entre ells diversos vilatans i filmant pornografia tant softcore com hardcore.

## Premis
- 2010 SHAFTA Award – MILF Of The Year
- 2010 SHAFTA Award – Best Sex Scene
- 2010 Nightmoves Award – Best MILF Performer Editor's Choice
- 2010 O.K.A.P Award – Best Reality Scene
- 2011 AVN Award nominee – MILF and Cougar Performer of the Year
- 2011 XBIZ Award nominee – MILF Performer of the Year